# Atrium Libertatis
L'Atrium Libertatis (en français : « Atrium de la Liberté ») est un édifice de la Rome antique situé entre le Forum Romain et le Champ de Mars qui sert de siège central pour les archives des censeurs. Reconstruit à la fin du Ier siècle av. J.-C., il devient un centre culturel, comprenant la première bibliothèque publique de Rome et une basilique. L'Atrium Libertatis disparaît lors des grands travaux d'arasement de l'ensellement entre le Quirinal et le Capitole qui prépare la construction du forum de Trajan. Une partie de la basilique Ulpia hérite de ses fonctions et a pu conserver son nom en souvenir.

## Localisation
L'Atrium Libertatis est situé dans la zone comprise entre la pointe du Quirinal et les pentes de la colline de l'Arx, desservie par le Clivus Argentarius, juste au niveau de la Porte Fontinale. La zone est plus tard nivelée et occupée par les forums impériaux. Son emplacement est alors en partie occupée par une extrémité du forum de César au sud-est et le forum de Trajan au nord-est. Sa localisation pourrait correspondre à l'abside méridionale de la basilique Ulpia (voir le plan).

## Histoire

### L'Atriumdes censeurs
La première mention de l'Atrium Libertatis remonte à 212 av. J.-C. alors qu'il sert de lieu de détention des otages de Thourioi et de Tarente durant la deuxième guerre punique. Il est reconstruit et agrandi par les censeurs en 194 av. J.-C. Vers 50 av. J.-C., les esclaves de Milon y auraient été soumis à la torture lors du procès de leur maître :

« [...] Mais, dit-on, les esclaves interrogés dans l'Atrium Libertatis déposent contre Milon. [...] »

— Cicéron, Pro Milone, 59

### L'Atriumde Pollion
Il est de nouveau entièrement restauré par Asinius Pollion à partir de 39 av. J.-C. grâce au butin rapporté de ses campagnes en Illyrie contre les Dalmates,. Les travaux de l'Atrium devaient être achevés en 28 av. J.-C. La restauration s'inscrit peut-être dans un projet plus ambitieux de Jules César qui avait élargi quelques années plus tôt l'espace entre l'ensellement liant le Capitole au Quirinal et le Forum Romain afin de construire son forum :

« [...] nous avons dépensé sans compter, pour ces travaux que tu portais aux nues et qui consistent à élargir le Forum et à l'étendre jusqu'à l'Atrium Libertatis, soixante millions de sesterces.[...] »

— Cicéron (traduction de L.-A. Constans), À Atticus, IV, 16, 8

### L'Atriumde la basilique Ulpia

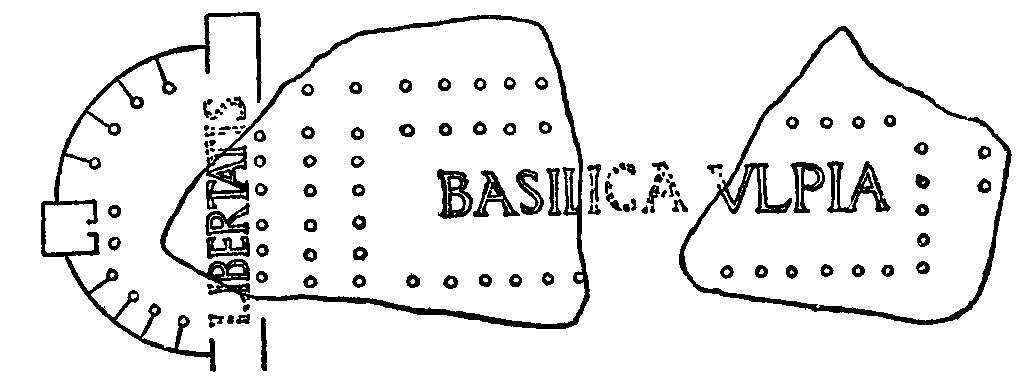
Relevé d'un fragment de la Forma Urbis montrant la basilique Ulpia. À gauche, la mention ' sur l'abside de la basilique.

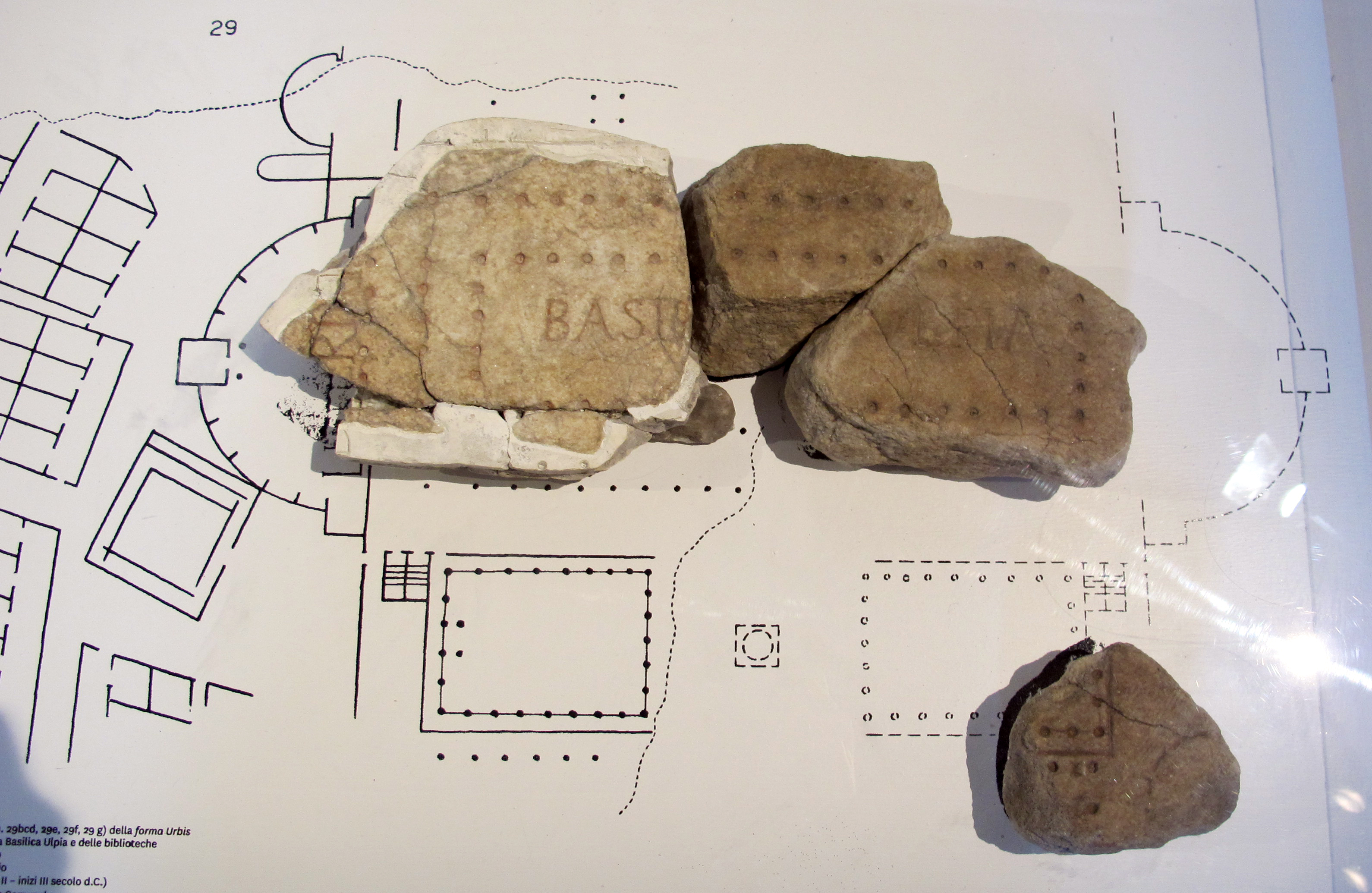
Fragments de la Forma Urbis, la mention ' est partiellement lisible.

L'édifice disparaît à la fin du Ier ou au début du IIe siècle, détruit avec les autres bâtiments alentour lors des travaux d'excavation de l'ensellement entre le Capitole et le Quirinal. Ces travaux permettent la construction du forum de Trajan. L'abside septentrionale de la basilique Ulpia hérite de ses fonctions, abritant les cérémonies d'affranchissement des esclaves et les bibliothèques. Un fragment du plan de marbre Forma Urbis Severiana montrant en partie la basilique Ulpia porte la mention LIBERTATIS. Il est possible que l'architecte du forum de Trajan se soit largement inspiré de l'organisation architecturale de l'atrium dans le dessin de ses plans.
Durant le Bas-Empire romain, le nom d'Atrium Libertatis désigne la Curie et le portique adjacent sur le côté sud-est du forum de César.

## Fonction

### Bureau de la censure
À l'origine, l'Atrium Libertatis contient une partie des archives de la censure, des documents officiels et quelques lois inscrites sur des tablettes de bronze,. On pouvait y consulter la liste des citoyens et les plans de l'ager publicus. Sur la liste des citoyens sont inscrits les noms des esclaves qui viennent se faire affranchir et le nom de Libertatis renvoie à ces cérémonies d'affranchissement. Il semble qu'il ait pu servir dans des circonstances exceptionnelles de lieu de réunion du Sénat.

### Première bibliothèque publique
Vers la fin du Ier siècle av. J.-C., Asinius Pollion entreprend de reconstruire l'Atrium Libertatis et le transforme en un grand complexe comprenant deux bibliothèques, une dédiée aux ouvrages en grec et l'autre aux ouvrages en latin,, et probablement une basilique, la basilica Asinia. Il s'agit de la première bibliothèque publique de Rome, la bibliotheca Asini Pollionis. La bibliothèque est ornée des bustes des auteurs dont les œuvres peuvent être consultées. On y trouve par exemple des ouvrages d'Aristote, dont les œuvres ont connu une réédition récente, mais aussi des œuvres de poésie romaine. De tous les auteurs représentés, seul Varron est encore en activité. La bibliothèque sert également de musée où sont exposées quelques œuvres d'art célèbres comme le groupe du Supplice de Dircé des sculpteurs Apollonios et Tauriscos et les Appiades de Stéphanos,.